# Campionato Interregionale 1987-1988
Il Campionato Interregionale 1987-1988 fu la 40ª edizione del campionato di categoria e il V livello del calcio italiano.

## Girone A
La Levante "C" Pegliese è una compagine di Genova.

### Classifica finale
|  | Pos. | Squadra            | Pt | G  | V  | N  | P  | GF | GS | DR  |
|  | ---- | ------------------ | -- | -- | -- | -- | -- | -- | -- | --- |
|  | 1.   | Juventus Domo      | 43 | 30 | 16 | 11 | 3  | 37 | 17 | +20 |
|  | 2.   | Albenga            | 41 | 30 | 14 | 13 | 3  | 34 | 13 | +21 |
|  | 3.   | Cuneo              | 38 | 30 | 14 | 10 | 6  | 40 | 27 | +13 |
|  | 4.   | Valenzana          | 38 | 30 | 13 | 12 | 5  | 32 | 19 | +13 |
|  | 5.   | Biellese           | 33 | 30 | 11 | 11 | 8  | 41 | 25 | +16 |
|  | 6.   | Savona             | 33 | 30 | 10 | 13 | 7  | 28 | 28 | 0   |
|  | 7.   | Ventimigliese      | 30 | 30 | 10 | 10 | 10 | 28 | 27 | +1  |
|  | 8.   | Cairese            | 30 | 30 | 7  | 16 | 7  | 25 | 28 | -3  |
|  | 9.   | Vado               | 27 | 30 | 7  | 13 | 10 | 25 | 29 | -4  |
|  | 10.  | Moncalieri         | 27 | 30 | 7  | 13 | 10 | 30 | 36 | -6  |
|  | 11.  | Saint-Vincent      | 27 | 30 | 9  | 9  | 12 | 24 | 30 | -6  |
|  | 12.  | Pinerolo           | 27 | 30 | 6  | 15 | 9  | 16 | 22 | -6  |
|  | 13.  | Levante C Pegliese | 27 | 30 | 6  | 15 | 9  | 29 | 37 | -8  |
|  | 14.  | Asti TSC           | 24 | 30 | 7  | 10 | 13 | 30 | 36 | -6  |
|  | 15.  | Aosta              | 18 | 30 | 4  | 10 | 16 | 16 | 37 | -21 |
|  | 16.  | Ivrea              | 17 | 30 | 1  | 15 | 14 | 20 | 44 | -24 |

Legenda:
      Promossa in Serie C2 1988-1989.
      Retrocessa in Promozione 1988-1989.
Regolamento:
Due punti a vittoria, uno a pareggio, zero a sconfitta.
A parità di punteggio, solo per l'assegnazione di un titolo sportivo (per la promozione o per la retrocessione), le squadre a pari punti procedevano ad una partita di spareggio.
Note:
L'Asti TSC e l'Aosta sono state poi riammesse nel Campionato Interregionale 1988-1989.

## Girone B
La Castanese è una rappresentativa della città di Castano Primo.
 La Mottese è una rappresentativa della città di Motta Visconti.

### Classifica finale
|  | Pos. | Squadra          | Pt | G  | V  | N  | P  | GF | GS | DR  |
|  | ---- | ---------------- | -- | -- | -- | -- | -- | -- | -- | --- |
|  | 1.   | Oltrepò          | 41 | 30 | 14 | 13 | 3  | 41 | 19 | +22 |
|  | 2.   | Leffe            | 40 | 30 | 13 | 14 | 3  | 44 | 23 | +21 |
|  | 3.   | Lecco            | 40 | 30 | 13 | 14 | 3  | 32 | 18 | +14 |
|  | 4.   | Solbiatese       | 38 | 30 | 12 | 14 | 4  | 34 | 19 | +15 |
|  | 5.   | Saronno          | 36 | 30 | 12 | 12 | 6  | 37 | 25 | +12 |
|  | 6.   | Pro Lissone      | 33 | 30 | 11 | 11 | 8  | 29 | 22 | +7  |
|  | 7.   | Vigevano         | 33 | 30 | 10 | 13 | 7  | 26 | 20 | +6  |
|  | 8.   | Iris Borgoticino | 32 | 30 | 7  | 18 | 5  | 34 | 33 | +1  |
|  | 9.   | Castanese BPM    | 30 | 30 | 7  | 16 | 7  | 32 | 29 | +3  |
|  | 10.  | Seregno          | 30 | 30 | 8  | 14 | 8  | 31 | 37 | -6  |
|  | 11.  | Virtus Binasco   | 26 | 30 | 6  | 14 | 10 | 19 | 27 | -8  |
|  | 12.  | Crema            | 25 | 30 | 6  | 13 | 11 | 27 | 33 | -6  |
|  | 13.  | Oleggio          | 23 | 30 | 6  | 11 | 13 | 19 | 35 | -16 |
|  | 14.  | Fanfulla         | 21 | 30 | 6  | 9  | 15 | 24 | 38 | -14 |
|  | 15.  | Mottese          | 21 | 30 | 6  | 9  | 15 | 26 | 43 | -17 |
|  | 16.  | Parabiago        | 11 | 30 | 2  | 7  | 21 | 16 | 50 | -34 |

Legenda:
      Promossa in Serie C2 1988-1989.
      Retrocessa in Promozione 1988-1989.
Regolamento:
Due punti a vittoria, uno a pareggio, zero a sconfitta.
A parità di punteggio, solo per l'assegnazione di un titolo sportivo (per la promozione o per la retrocessione), le squadre a pari punti procedevano ad una partita di spareggio.
Note:
Il Fanfulla e il Mottese sono state poi riammesse nel Campionato Interregionale 1988-1989.

## Girone C
La Nova Gens è una rappresentativa della città di Noventa Vicentina.

### Classifica finale
|  | Pos. | Squadra         | Pt | G  | V  | N  | P  | GF | GS | DR  |
|  | ---- | --------------- | -- | -- | -- | -- | -- | -- | -- | --- |
|  | 1.   | Orceana         | 41 | 30 | 14 | 13 | 3  | 37 | 19 | +18 |
|  | 2.   | Valdagno        | 38 | 30 | 12 | 14 | 4  | 27 | 16 | +11 |
|  | 3.   | Montebelluna    | 38 | 30 | 12 | 14 | 4  | 26 | 16 | +10 |
|  | 4.   | Cittadella      | 36 | 30 | 10 | 16 | 4  | 33 | 24 | +9  |
|  | 5.   | Bassano Virtus  | 35 | 30 | 10 | 15 | 5  | 24 | 20 | +4  |
|  | 6.   | Pievigina       | 32 | 30 | 9  | 14 | 7  | 24 | 21 | +3  |
|  | 7.   | Bolzano         | 32 | 30 | 8  | 16 | 6  | 23 | 21 | +2  |
|  | 8.   | Schio           | 30 | 30 | 7  | 16 | 7  | 25 | 22 | +3  |
|  | 9.   | Benacense 1905  | 28 | 30 | 9  | 10 | 11 | 29 | 27 | +2  |
|  | 10.  | Tombolo         | 28 | 30 | 6  | 16 | 8  | 31 | 33 | -2  |
|  | 11.  | Caerano         | 28 | 30 | 7  | 14 | 9  | 22 | 27 | -5  |
|  | 12.  | Nova Gens       | 28 | 30 | 7  | 14 | 9  | 31 | 37 | -6  |
|  | 13.  | Romanese        | 27 | 30 | 6  | 15 | 9  | 26 | 27 | -1  |
|  | 14.  | Pro Palazzolo   | 27 | 30 | 8  | 11 | 11 | 30 | 38 | -8  |
|  | 15.  | Passirio Merano | 18 | 30 | 5  | 8  | 17 | 18 | 41 | -23 |
|  | 16.  | Castiglione     | 14 | 30 | 4  | 6  | 20 | 21 | 38 | -17 |

Legenda:
      Promossa in Serie C2 1988-1989.
      Retrocessa in Promozione 1988-1989.
Regolamento:
Due punti a vittoria, uno a pareggio, zero a sconfitta.
A parità di punteggio, solo per l'assegnazione di un titolo sportivo (per la promozione o per la retrocessione), le squadre a pari punti procedevano ad una partita di spareggio.
Note:
Il Pro Palazzolo è stato poi riammesso nel Campionato Interregionale 1988-1989.

### Spareggi

#### Spareggio salvezza
|          | Risultati |               | Luogo e data |
| -------- | --------- | ------------- | ------------ |
| Romanese | 2-1       | Pro Palazzolo | ?, ? 1988    |
|          |           |               |              |

## Girone D
La GE.ME.AZ. San Polo è una compagine di San Polo di Piave. 

### Classifica finale
|  | Pos. | Squadra            | Pt | G  | V  | N  | P  | GF | GS | DR  |
|  | ---- | ------------------ | -- | -- | -- | -- | -- | -- | -- | --- |
|  | 1.   | San Marino         | 45 | 30 | 16 | 13 | 1  | 43 | 15 | +28 |
|  | 2.   | Pro Gorizia        | 41 | 30 | 15 | 11 | 4  | 35 | 15 | +20 |
|  | 3.   | Rovigo             | 38 | 30 | 14 | 10 | 6  | 44 | 29 | +15 |
|  | 4.   | Baracca Lugo       | 35 | 30 | 12 | 11 | 7  | 41 | 28 | +13 |
|  | 5.   | Sandonà 1922       | 34 | 30 | 10 | 14 | 6  | 33 | 26 | +7  |
|  | 6.   | Pasianese          | 31 | 30 | 7  | 17 | 6  | 36 | 29 | +7  |
|  | 7.   | Opitergina         | 31 | 30 | 8  | 15 | 7  | 24 | 22 | +2  |
|  | 8.   | Castel San Pietro  | 29 | 30 | 7  | 15 | 8  | 35 | 32 | +3  |
|  | 9.   | Miranese           | 29 | 30 | 8  | 13 | 9  | 24 | 31 | -7  |
|  | 10.  | Clodia Sottomarina | 28 | 30 | 10 | 8  | 12 | 30 | 31 | -1  |
|  | 11.  | Vittorio Veneto    | 28 | 30 | 8  | 12 | 10 | 28 | 37 | -9  |
|  | 12.  | Russi              | 27 | 30 | 6  | 15 | 9  | 28 | 33 | -5  |
|  | 13.  | Santarcangiolese   | 25 | 30 | 5  | 15 | 10 | 20 | 26 | -6  |
|  | 14.  | Contarina          | 24 | 30 | 6  | 12 | 12 | 26 | 34 | -8  |
|  | 15.  | GEMEAZ San Polo    | 24 | 30 | 7  | 10 | 13 | 29 | 39 | -10 |
|  | 16.  | Cesenatico         | 11 | 30 | 2  | 7  | 21 | 20 | 69 | -49 |

Legenda:
      Promossa in Serie C2 1988-1989.
      Retrocessa in Promozione 1988-1989.
Regolamento:
Due punti a vittoria, uno a pareggio, zero a sconfitta.
A parità di punteggio, solo per l'assegnazione di un titolo sportivo (per la promozione o per la retrocessione), le squadre a pari punti procedevano ad una partita di spareggio.
Note:
Il Contarina ed il GE.ME.AZ. San Polo sono stati poi riammessi nel Campionato Interregionale 1988-1989.

## Girone E
La Virtus Roteglia è una rappresentativa della città di Castellarano.
Il Bozzano è una rappresentativa della città di Massarosa.

### Classifica finale
|  | Pos. | Squadra             | Pt | G  | V  | N  | P  | GF | GS | DR  |
|  | ---- | ------------------- | -- | -- | -- | -- | -- | -- | -- | --- |
|  | 1.   | Cecina              | 43 | 30 | 17 | 9  | 4  | 36 | 16 | +20 |
|  | 2.   | Carpi               | 40 | 30 | 15 | 10 | 5  | 42 | 14 | +28 |
|  | 3.   | Bozzano             | 34 | 30 | 11 | 12 | 7  | 33 | 34 | -1  |
|  | 4.   | Fiorenzuola         | 33 | 30 | 9  | 15 | 6  | 25 | 22 | +3  |
|  | 5.   | Ponsacco            | 32 | 30 | 9  | 14 | 7  | 29 | 25 | +4  |
|  | 6.   | Sammargheritese     | 30 | 30 | 10 | 10 | 10 | 29 | 27 | +2  |
|  | 7.   | Vaianese            | 29 | 30 | 9  | 11 | 10 | 30 | 26 | +4  |
|  | 8.   | Mirandolese         | 29 | 30 | 8  | 13 | 9  | 28 | 25 | +3  |
|  | 9.   | Virtus Roteglia     | 29 | 30 | 8  | 13 | 9  | 21 | 24 | -3  |
|  | 10.  | Pietrasanta         | 28 | 30 | 8  | 12 | 10 | 23 | 22 | +1  |
|  | 11.  | Intercomunale Vinci | 28 | 30 | 9  | 10 | 11 | 23 | 36 | -13 |
|  | 12.  | Migliarina Sport    | 28 | 30 | 9  | 10 | 11 | 20 | 33 | -13 |
|  | 13.  | Colorno             | 27 | 30 | 10 | 7  | 13 | 33 | 33 | 0   |
|  | 14.  | Cerretese           | 25 | 30 | 7  | 11 | 12 | 24 | 32 | -8  |
|  | 15.  | San Lazzaro         | 24 | 30 | 5  | 14 | 11 | 22 | 30 | -8  |
|  | 16.  | Viareggio           | 21 | 30 | 5  | 11 | 14 | 21 | 40 | -19 |

Legenda:
      Promossa in Serie C2 1988-1989.
      Retrocessa in Promozione 1988-1989.
Regolamento:
Due punti a vittoria, uno a pareggio, zero a sconfitta.
A parità di punteggio, solo per l'assegnazione di un titolo sportivo (per la promozione o per la retrocessione), le squadre a pari punti procedevano ad una partita di spareggio.
Note:
Il Carpi è stato poi ammesso alla Serie C2 1988-1989 a completamento di organico.
La Cerretese e il Viareggio sono stati poi riammessi nel Campionato Interregionale 1988-1989.

## Girone F
La Big Blu Castellina è una rappresentativa della città di Castellina in Chianti.
Il Tiberis è una rappresentativa della città di Umbertide.
L'Elettrocarbonium è una rappresentativa della città di Narni Scalo.
La Cingolana è una compagine della città di Cingoli.
La Castelfrettese è una rappresentativa della frazione di Castelferretti, nel comune di Falconara Marittima.

### Classifica finale
|  | Pos. | Squadra            | Pt | G  | V  | N  | P  | GF | GS | DR  |
|  | ---- | ------------------ | -- | -- | -- | -- | -- | -- | -- | --- |
|  | 1.   | Poggibonsi         | 43 | 30 | 15 | 13 | 2  | 44 | 15 | +29 |
|  | 2.   | Vadese             | 41 | 30 | 12 | 17 | 1  | 40 | 22 | +18 |
|  | 3.   | Certaldo           | 35 | 30 | 11 | 13 | 6  | 32 | 26 | +6  |
|  | 4.   | Big Blu Castellina | 33 | 30 | 9  | 15 | 6  | 36 | 26 | +10 |
|  | 5.   | Elettrocarbonium   | 31 | 30 | 9  | 13 | 8  | 36 | 32 | +4  |
|  | 6.   | Julia Spello       | 30 | 30 | 11 | 8  | 11 | 34 | 36 | -2  |
|  | 7.   | Bibbienese         | 30 | 30 | 7  | 16 | 7  | 21 | 27 | -6  |
|  | 8.   | Città di Castello  | 29 | 30 | 8  | 13 | 9  | 27 | 27 | 0   |
|  | 9.   | Urbino             | 29 | 30 | 6  | 17 | 7  | 17 | 18 | -1  |
|  | 10.  | Narnese            | 29 | 30 | 7  | 15 | 8  | 35 | 39 | -4  |
|  | 11.  | Assisi Angelana    | 27 | 30 | 7  | 13 | 10 | 32 | 31 | +1  |
|  | 12.  | Castelfiorentino   | 27 | 30 | 7  | 13 | 10 | 28 | 31 | -3  |
|  | 13.  | Cingolana          | 26 | 30 | 6  | 14 | 10 | 25 | 36 | -11 |
|  | 14.  | Castelfrettese     | 26 | 30 | 8  | 10 | 12 | 23 | 37 | -14 |
|  | 15.  | Vigor Senigallia   | 25 | 30 | 5  | 15 | 10 | 22 | 29 | -7  |
|  | 16.  | Tiberis            | 19 | 30 | 4  | 11 | 15 | 19 | 39 | -20 |

Legenda:
      Promossa in Serie C2 1988-1989.
      Retrocessa in Promozione 1988-1989.
Regolamento:
Due punti a vittoria, uno a pareggio, zero a sconfitta.
A parità di punteggio, solo per l'assegnazione di un titolo sportivo (per la promozione o per la retrocessione), le squadre a pari punti procedevano ad una partita di spareggio.
Note:
Il Castelfrettese è stato poi riammesso nel Campionato Interregionale 1988-1989.

### Spareggi

#### Spareggio salvezza
|           | Risultati |                | Luogo e data |
| --------- | --------- | -------------- | ------------ |
| Cingolana | 1-0       | Castelfrettese | ?, ? 1988    |
|           |           |                |              |

## Girone G
Il Forio è una rappresentativa della città di Ischia.

### Classifica finale
|  | Pos. | Squadra              | Pt | G  | V  | N  | P  | GF | GS | DR  |
|  | ---- | -------------------- | -- | -- | -- | -- | -- | -- | -- | --- |
|  | 1.   | Cynthia              | 46 | 30 | 18 | 10 | 2  | 41 | 17 | +24 |
|  | 2.   | Castel di Sangro     | 41 | 30 | 16 | 9  | 5  | 45 | 19 | +26 |
|  | 3.   | Vis Sezze            | 38 | 30 | 15 | 8  | 7  | 42 | 16 | +26 |
|  | 4.   | L'Aquila             | 33 | 30 | 12 | 9  | 9  | 34 | 33 | +1  |
|  | 5.   | Fondi                | 31 | 30 | 13 | 5  | 12 | 30 | 25 | +5  |
|  | 6.   | Sulmona              | 31 | 30 | 8  | 15 | 7  | 22 | 18 | +4  |
|  | 7.   | Ostia Mare           | 30 | 30 | 11 | 8  | 11 | 33 | 31 | +2  |
|  | 8.   | Avezzano             | 30 | 30 | 10 | 10 | 10 | 28 | 26 | +2  |
|  | 9.   | Astrea               | 30 | 30 | 10 | 10 | 10 | 28 | 31 | -3  |
|  | 10.  | ALMAS                | 28 | 30 | 9  | 10 | 11 | 18 | 25 | -7  |
|  | 11.  | Isola Liri           | 27 | 30 | 9  | 9  | 12 | 33 | 32 | +1  |
|  | 12.  | Tivoli               | 27 | 30 | 6  | 15 | 9  | 25 | 31 | -6  |
|  | 13.  | Forio                | 25 | 30 | 7  | 11 | 12 | 22 | 42 | -20 |
|  | 14.  | Viribus Mondragonese | 24 | 30 | 8  | 8  | 14 | 21 | 39 | -18 |
|  | 15.  | Passo Corese         | 20 | 30 | 4  | 12 | 14 | 17 | 32 | -15 |
|  | 16.  | Tuscania             | 19 | 30 | 6  | 7  | 17 | 23 | 45 | -22 |

Legenda:
      Promossa in Serie C2 1988-1989.
      Retrocessa in Promozione 1988-1989.
Regolamento:
Due punti a vittoria, uno a pareggio, zero a sconfitta.
A parità di punteggio, solo per l'assegnazione di un titolo sportivo (per la promozione o per la retrocessione), le squadre a pari punti procedevano ad una partita di spareggio.

## Girone H

### Classifica finale
|  | Pos. | Squadra            | Pt | G  | V  | N  | P  | GF | GS | DR  |
|  | ---- | ------------------ | -- | -- | -- | -- | -- | -- | -- | --- |
|  | 1.   | Trani              | 40 | 30 | 13 | 14 | 3  | 35 | 14 | +21 |
|  | 2.   | Corato             | 39 | 30 | 15 | 9  | 6  | 38 | 20 | +18 |
|  | 3.   | Altamura           | 36 | 30 | 13 | 10 | 7  | 34 | 25 | +9  |
|  | 4.   | Molfetta           | 35 | 30 | 13 | 9  | 8  | 28 | 23 | +5  |
|  | 5.   | Tortoreto Lido     | 34 | 30 | 9  | 16 | 5  | 31 | 24 | +7  |
|  | 6.   | Porto Sant'Elpidio | 32 | 30 | 11 | 10 | 9  | 40 | 38 | +2  |
|  | 7.   | Manfredonia        | 30 | 30 | 9  | 12 | 9  | 40 | 34 | +6  |
|  | 8.   | Cerignola          | 29 | 30 | 7  | 15 | 8  | 28 | 29 | -1  |
|  | 9.   | Osimana            | 29 | 30 | 10 | 9  | 11 | 21 | 26 | -5  |
|  | 10.  | Fermana            | 29 | 30 | 10 | 9  | 11 | 27 | 42 | -15 |
|  | 11.  | Pineto             | 28 | 30 | 10 | 8  | 12 | 30 | 30 | 0   |
|  | 12.  | Montegranaro       | 28 | 30 | 8  | 12 | 10 | 25 | 25 | 0   |
|  | 13.  | Penne              | 27 | 30 | 9  | 9  | 12 | 26 | 29 | -3  |
|  | 14.  | Monturanese        | 27 | 30 | 9  | 9  | 12 | 22 | 27 | -5  |
|  | 15.  | Maceratese         | 19 | 30 | 7  | 5  | 18 | 30 | 46 | -16 |
|  | 16.  | Tolentino          | 18 | 30 | 2  | 14 | 14 | 18 | 41 | -23 |

Legenda:
      Promossa in Serie C2 1988-1989.
      Retrocessa in Promozione 1988-1989.
Regolamento:
Due punti a vittoria, uno a pareggio, zero a sconfitta.
A parità di punteggio, solo per l'assegnazione di un titolo sportivo (per la promozione o per la retrocessione), le squadre a pari punti procedevano ad una partita di spareggio.
Note:
La Monturanese è stata poi riammessa al Campionato Interregionale 1988-1989.

### Spareggi

#### Spareggio salvezza
|       | Risultati |             | Luogo e data |
| ----- | --------- | ----------- | ------------ |
| Penne | 1-0       | Monturanese | ?, ? 1988    |
|       |           |             |              |

## Girone I
La Sanciprianese è una rappresentativa della città di San Cipriano d'Aversa.

### Classifica finale
|  | Pos. | Squadra            | Pt | G  | V  | N  | P  | GF | GS | DR  |
|  | ---- | ------------------ | -- | -- | -- | -- | -- | -- | -- | --- |
|  | 1.   | Battipagliese      | 51 | 30 | 22 | 7  | 1  | 55 | 12 | +43 |
|  | 2.   | Sarnese            | 51 | 30 | 22 | 7  | 1  | 63 | 12 | +51 |
|  | 3.   | Sant'Antonio Abate | 37 | 30 | 14 | 9  | 7  | 46 | 26 | +20 |
|  | 4.   | Acerrana           | 35 | 30 | 14 | 7  | 9  | 32 | 34 | -2  |
|  | 5.   | Sambiase           | 31 | 30 | 12 | 7  | 11 | 40 | 34 | +6  |
|  | 6.   | Savoia             | 30 | 30 | 9  | 12 | 9  | 29 | 33 | -4  |
|  | 7.   | Portici            | 29 | 30 | 8  | 13 | 9  | 29 | 28 | +1  |
|  | 8.   | Solofra            | 29 | 30 | 10 | 9  | 11 | 23 | 24 | -1  |
|  | 9.   | Siderno            | 29 | 30 | 9  | 11 | 10 | 28 | 32 | -4  |
|  | 10.  | Angri              | 28 | 30 | 10 | 8  | 12 | 26 | 28 | -2  |
|  | 11.  | Nuova Rosarnese    | 27 | 30 | 6  | 15 | 9  | 15 | 22 | -7  |
|  | 12.  | Sanciprianese      | 24 | 30 | 7  | 10 | 13 | 39 | 47 | -8  |
|  | 13.  | Paganese           | 24 | 30 | 5  | 14 | 11 | 17 | 33 | -16 |
|  | 14.  | Paolana            | 23 | 30 | 6  | 11 | 13 | 19 | 30 | -11 |
|  | 15.  | Palmese            | 19 | 30 | 3  | 13 | 14 | 18 | 46 | -28 |
|  | 16.  | Nuova Vibonese     | 13 | 30 | 2  | 9  | 19 | 13 | 51 | -38 |

Legenda:
      Promossa in Serie C2 1988-1989.
      Retrocessa in Promozione 1988-1989.
Regolamento:
Due punti a vittoria, uno a pareggio, zero a sconfitta.
A parità di punteggio, solo per l'assegnazione di un titolo sportivo (per la promozione o per la retrocessione), le squadre a pari punti procedevano ad una partita di spareggio.
Note:
Il Paolana è stato poi riammesso al Campionato Interregionale 1988-1989.

### Spareggi

#### Spareggio promozione
|               | Risultati |         | Luogo e data                    |
| ------------- | --------- | ------- | ------------------------------- |
| Battipagliese | 2-1 (dts) | Sarnese | Castellammare di Stabia, ? 1988 |
|               |           |         |                                 |

## Girone L
La Sportiva Cariatese è una rappresentativa della città di Cariati.
Il Forastiere è una rappresentatica della città di Senise.

### Classifica finale
|  | Pos. | Squadra               | Pt | G  | V  | N  | P  | GF | GS | DR  |
|  | ---- | --------------------- | -- | -- | -- | -- | -- | -- | -- | --- |
|  | 1.   | Fasano                | 48 | 30 | 20 | 8  | 2  | 49 | 11 | +38 |
|  | 2.   | Francavilla           | 37 | 30 | 11 | 15 | 4  | 30 | 17 | +13 |
|  | 3.   | Sportiva Cariatese    | 36 | 30 | 15 | 6  | 9  | 39 | 23 | +16 |
|  | 4.   | Nardò                 | 36 | 30 | 14 | 8  | 8  | 29 | 23 | +6  |
|  | 5.   | Potenza               | 32 | 30 | 10 | 12 | 8  | 37 | 26 | +11 |
|  | 6.   | Acri                  | 32 | 30 | 10 | 12 | 8  | 27 | 28 | -1  |
|  | 7.   | Matera                | 31 | 30 | 9  | 13 | 8  | 26 | 29 | -3  |
|  | 8.   | Corigliano            | 29 | 30 | 8  | 13 | 9  | 29 | 32 | -3  |
|  | 9.   | Rende                 | 29 | 30 | 10 | 9  | 11 | 22 | 25 | -3  |
|  | 10.  | Toma Maglie           | 28 | 30 | 8  | 12 | 10 | 28 | 29 | -1  |
|  | 11.  | Castrovillari         | 28 | 30 | 8  | 12 | 10 | 25 | 34 | -9  |
|  | 12.  | Forastiere Senise     | 28 | 30 | 8  | 12 | 10 | 21 | 31 | -10 |
|  | 13.  | Corigliano Schiavonea | 27 | 30 | 7  | 13 | 10 | 25 | 34 | -9  |
|  | 14.  | Policoro              | 25 | 30 | 5  | 15 | 10 | 19 | 26 | -7  |
|  | 15.  | Matino                | 19 | 30 | 5  | 9  | 16 | 22 | 35 | -13 |
|  | 16.  | Mesagne (-1)          | 14 | 30 | 3  | 9  | 18 | 17 | 42 | -25 |

Legenda:
      Promossa in Serie C2 1988-1989.
      Retrocessa in Promozione 1988-1989.
Regolamento:
Due punti a vittoria, uno a pareggio, zero a sconfitta.
A parità di punteggio, solo per l'assegnazione di un titolo sportivo (per la promozione o per la retrocessione), le squadre a pari punti procedevano ad una partita di spareggio.
Note:
Il Mesagne ha scontato 1 punto di penalizzazione.
Il Potenza è stato poi ammesso in C2 a completamento di organico.
Il Policoro è stato poi riammesso al Campionato Interregionale 1988-1989.

## Girone M

### Classifica finale
|  | Pos. | Squadra        | Pt | G  | V  | N  | P  | GF | GS | DR  |
|  | ---- | -------------- | -- | -- | -- | -- | -- | -- | -- | --- |
|  | 1.   | Juventina Gela | 48 | 30 | 19 | 10 | 1  | 54 | 20 | +34 |
|  | 2.   | Acireale (-5)  | 43 | 30 | 19 | 10 | 1  | 39 | 8  | +31 |
|  | 3.   | Bagheria       | 35 | 30 | 11 | 13 | 6  | 28 | 27 | +1  |
|  | 4.   | Nuova Igea     | 34 | 30 | 12 | 10 | 8  | 37 | 24 | +13 |
|  | 5.   | Favara         | 31 | 30 | 7  | 17 | 6  | 20 | 22 | -2  |
|  | 6.   | Partinicaudace | 30 | 30 | 8  | 14 | 8  | 25 | 22 | +3  |
|  | 7.   | Sciacca        | 30 | 30 | 8  | 14 | 8  | 35 | 36 | -1  |
|  | 8.   | Comiso         | 29 | 30 | 9  | 11 | 10 | 35 | 34 | +1  |
|  | 9.   | Enna           | 29 | 30 | 6  | 17 | 7  | 15 | 17 | -2  |
|  | 10.  | Palermolympia  | 28 | 30 | 10 | 8  | 12 | 32 | 31 | +1  |
|  | 11.  | Nissa          | 28 | 30 | 9  | 10 | 11 | 25 | 33 | -8  |
|  | 12.  | Mazara         | 27 | 30 | 8  | 11 | 11 | 27 | 27 | 0   |
|  | 13.  | Scicli         | 25 | 30 | 7  | 11 | 12 | 34 | 35 | -1  |
|  | 14.  | Termitana      | 24 | 30 | 6  | 12 | 12 | 25 | 31 | -6  |
|  | 15.  | Canicattì      | 20 | 30 | 5  | 10 | 15 | 23 | 41 | -18 |
|  | 16.  | Akragas (-2)   | 12 | 30 | 4  | 6  | 20 | 10 | 56 | -46 |

Legenda:
      Promossa in Serie C2 1988-1989.
      Retrocessa in Promozione 1988-1989.
Regolamento:
Due punti a vittoria, uno a pareggio, zero a sconfitta.
A parità di punteggio, solo per l'assegnazione di un titolo sportivo (per la promozione o per la retrocessione), le squadre a pari punti procedevano ad una partita di spareggio.
Note:
L'Acireale ha scontato 5 punti di penalizzazione.
L'Akragas ha scontato 2 punti di penalizzazione.

### Spareggi

#### Spareggio promozione
Acireale e Juventina Gela terminarono il campionato a pari punti. Si tenne quindi uno spareggio promozione che vide i granat vincitrici dello scontro. Successivamente il giudice sportivo inflisse 5 punti di penalizzazione all'Acireale, rendendo difatti inefficace la vittoria nello spareggio.
|          | Risultati |                | Luogo e data  |
| -------- | --------- | -------------- | ------------- |
| Acireale | 1-0       | Juventina Gela | Siracusa 1988 |
|          |           |                |               |

## Girone N
Il San Marco è una rappresentativa della città di Cabras.
Il Fersulcis è una rappresentativa della città di Iglesias.
L'Ozierese è una rappresentativa della città di Ozieri.

### Classifica finale
|  | Pos. | Squadra          | Pt | G  | V  | N  | P  | GF | GS | DR  |
|  | ---- | ---------------- | -- | -- | -- | -- | -- | -- | -- | --- |
|  | 1.   | Ilvamaddalena    | 44 | 30 | 18 | 8  | 4  | 45 | 20 | +25 |
|  | 2.   | La Palma         | 40 | 30 | 16 | 8  | 6  | 33 | 17 | +16 |
|  | 3.   | Calangianus      | 39 | 30 | 15 | 9  | 6  | 50 | 25 | +25 |
|  | 4.   | Fersulcis        | 39 | 30 | 15 | 9  | 6  | 45 | 23 | +22 |
|  | 5.   | San Marco Cabras | 35 | 30 | 11 | 13 | 6  | 40 | 30 | +10 |
|  | 6.   | Fertilia         | 35 | 30 | 13 | 9  | 8  | 41 | 37 | +4  |
|  | 7.   | Porto Torres     | 31 | 30 | 11 | 9  | 10 | 33 | 34 | -1  |
|  | 8.   | Ittiri           | 30 | 30 | 10 | 10 | 10 | 40 | 31 | +9  |
|  | 9.   | Alghero          | 30 | 30 | 13 | 4  | 13 | 33 | 34 | -1  |
|  | 10.  | Gonnesa          | 29 | 30 | 10 | 9  | 11 | 30 | 29 | +1  |
|  | 11.  | Gialeto          | 28 | 30 | 9  | 10 | 11 | 30 | 30 | 0   |
|  | 12.  | Tharros          | 25 | 30 | 7  | 11 | 12 | 42 | 49 | -7  |
|  | 13.  | Macomer          | 25 | 30 | 8  | 9  | 13 | 32 | 44 | -12 |
|  | 14.  | Guspini          | 21 | 30 | 5  | 11 | 14 | 17 | 39 | -22 |
|  | 15.  | Ozierese         | 18 | 30 | 4  | 10 | 16 | 24 | 44 | -20 |
|  | 16.  | Mandas           | 11 | 30 | 3  | 5  | 22 | 20 | 69 | -49 |

Legenda:
      Promossa in Serie C2 1988-1989.
      Retrocessa in Promozione 1988-1989.
Regolamento:
Due punti a vittoria, uno a pareggio, zero a sconfitta.
A parità di punteggio, solo per l'assegnazione di un titolo sportivo (per la promozione o per la retrocessione), le squadre a pari punti procedevano ad una partita di spareggio.
Note:
Il Guspini è stato poi riammesso al Campionato Interregionale 1988-1989.

## Trofeo Jacinto
Tra le 12 promosse alla categoria superiore si è disputato il Trofeo Jacinto, vinto dal Trani al suo primo titolo.